# Abondance
 Abondance  es una comuna y población de Francia, en la región de Auvernia-Ródano-Alpes, departamento de Alta Saboya, en el distrito de Thonon-les-Bains. Es el chef-lieu y mayor población del cantón de su nombre.
Su población en el censo de 2018 era de 1 435 habitantes.
Abondance ha dado su nombre a una variedad de queso elaborado en la región, así como a la raza bovina de la que viene la leche con la que se hacen los quesos. Durante el invierno, se convierte en un centro de esquí, con pistas.

## Demografía
| Gráfica de evolución demográfica de Abondance entre 2006 y 2018 |
|                                                                 |

Fuentes: INSEE.